# Церква святого Георгія (Переяслав)

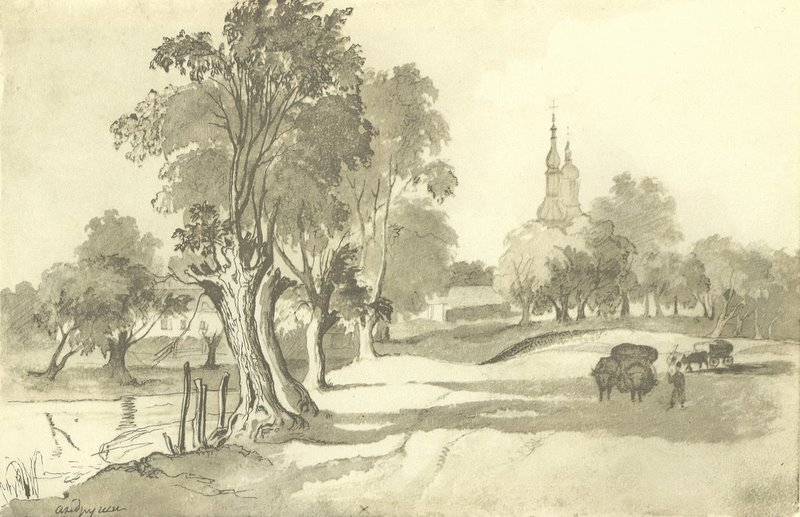
Малюнок Тараса Шевченка «Верби в Андрушах». На задньому плані видно церкву святого Георгія.

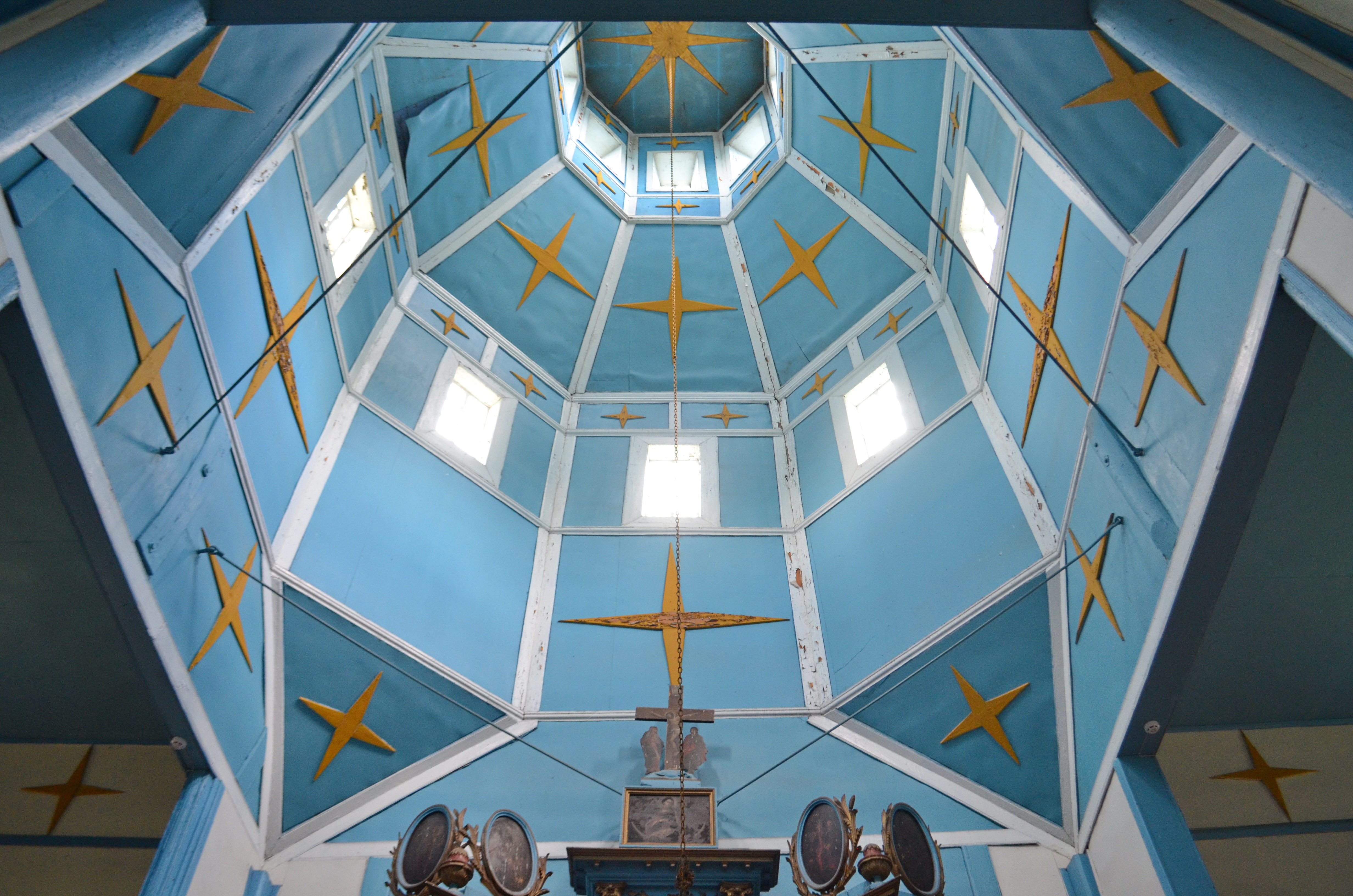

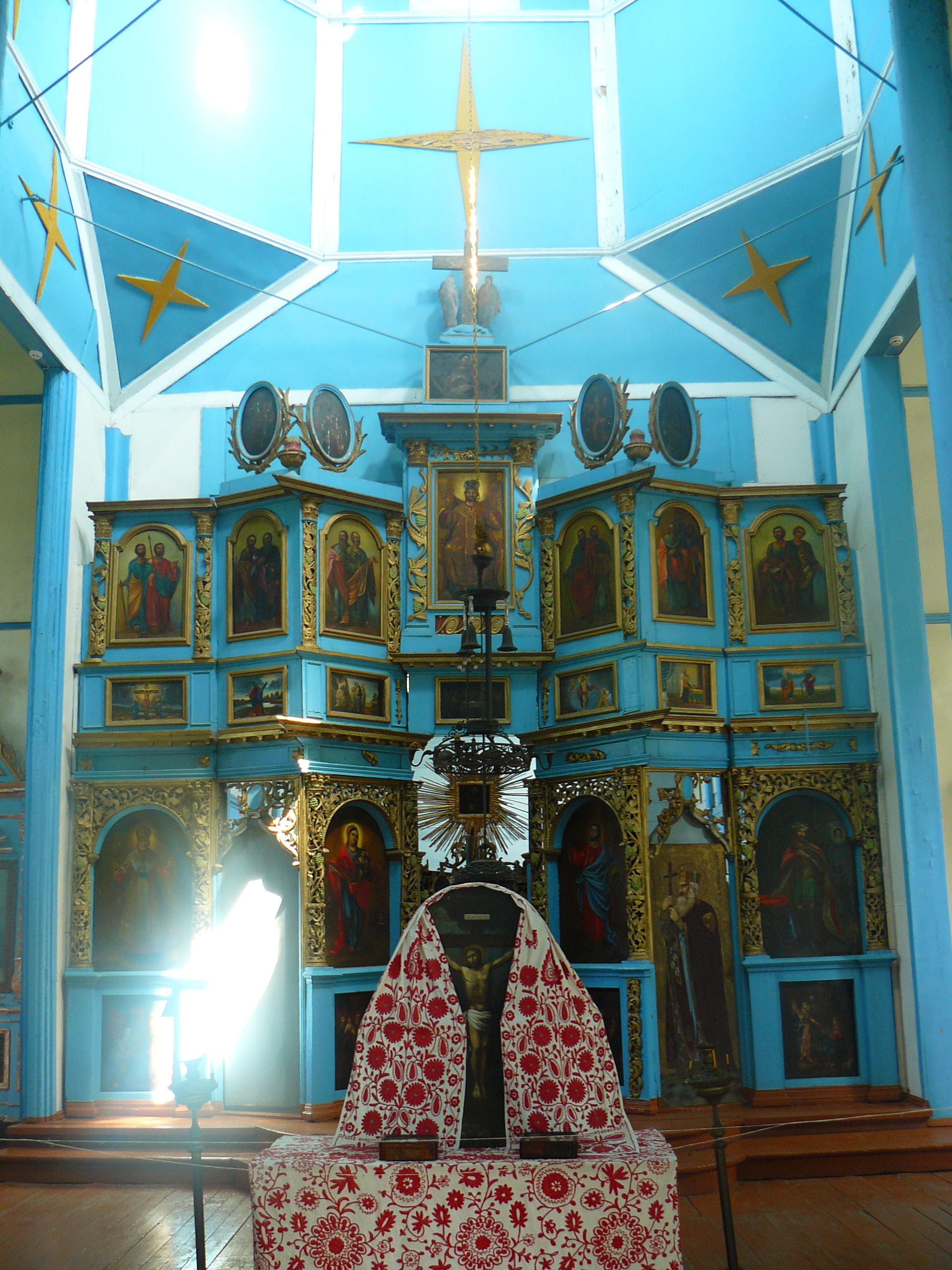
Інтер'єр храму.

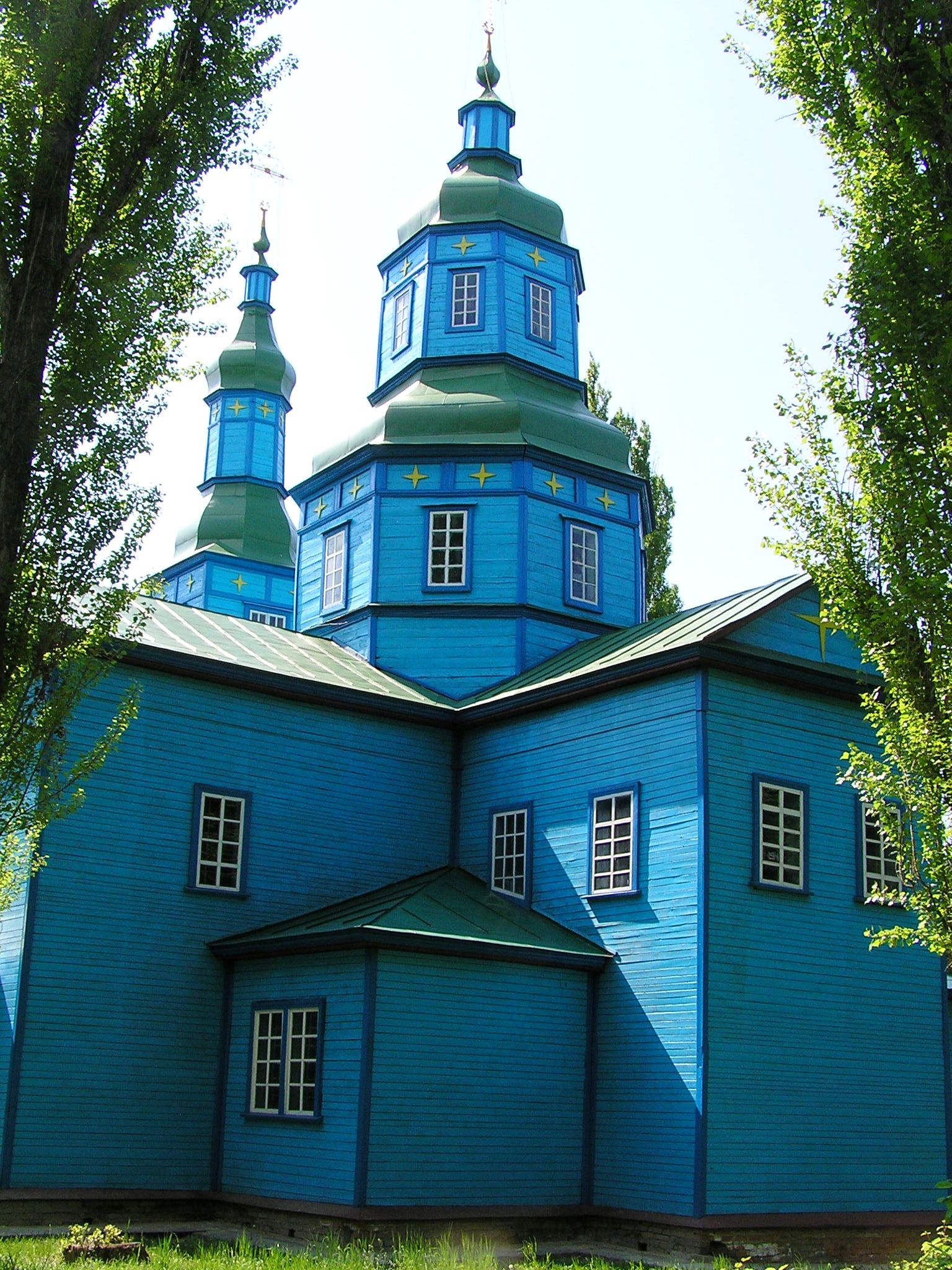
Зовнішній вигляд церкви.

Церква святого Георгія Переможця і Різдва Богородиці — православна дерев'яна двопрестольна церква, побудована 1769 року в селі Андруші біля Переяслава, неподалік від Дніпра). Нині є частиною експозиції Переяславського музею народної архітектури та побуту Середньої Наддніпрянщини.

## Історія
Село Андруші лежало біля затоки Дніпра за сім верст від Переяслава, а в 1970-му було затоплене водами новоствореного Канівського водосховища.
1769 року місцеві будівничі звели на західній околиці Андрушів, на пагорбі, дерев'яну двопрестольну церкву. Територія її двору становила одну десятину й 280 квадратних сажнів, тобто 1,22 гектара. Головний престол був освячений на честь Святого Георгія Переможця, другий — на честь Різдва Богородиці. До парафії цієї церкви, крім Андрушів, належали хутір Чубуки та села Карань і Слобідка. Наприкінці XIX століття налічувалося 1719 парафіян, а в 1912 році — 2060. У 1860 році церковна громада створила парафіяльне кураторство, яке опікувалося утриманням церкви та церковнопарафіяльною школою, відкритою згодом, 1861 року. Утримувалась вона за рахунок пожертв і прибутку від надання в оренду хлібної пристані на Дніпрі. Першим учителем школи став священник цієї церкви — отець Гаврило Прокопенко. На початку 1930-х років церкву закрили і влаштували в ній зерносховище, а потім — сільський клуб. Але, попри гоніння, церковна громада діяла потайки, священник відправляв службу Божу в хаті, де жив колишній пономар. Ці відправи припинилися в 1937 році, коли розстріляли отця Миколу Пономаренка (реабілітований у 1989 році). Після Другої світової війни, у 1947 році, храм знову відкрито, й поновилися богослужіння.
У 1969 році село Андруші потрапило в зону майбутнього затоплення Канівським водосховищем, і церкву як пам'ятку народної архітектури перевезено і встановлено на території Переяслав-Хмельницького музею народної архітектури і побуту Середньої Наддніпрянщини.

## Настоятелі і служителі храму
Настоятелями і служителями храму були:
1784 р. — священник Кіндратій Савич
1861—1866 рр. — священник Гаврило Прокопенко
1883—1890 рр. — священник Михайло Павловський, паламар Амвросій Чубук-Подольський
1895—1902 рр. — священник Митрофан Срібний, паламар Андрій Подольський
1902—1906 рр. — священник Василь Демяновский
1906—1911 рр. — священник Дмитро Білоусов
1912 р. — священник Павло Перчиков, паламар Ігнатій Черевко
30-ті роки XX ст. — священник Микола Пономаренко
1947—1968 рр. — священник Никанор Козоріз

## Архітектура
У 1858 році храм капітально перебудували — прибудували бічні рамена та дзвіницю. Церква триярусна, належить до типу хрещатих будівель з не виділеним внизу квадратним зрубом центральної дільниці. Усі рукави в плані прямокутні, а над західним раменом підноситься вгору дзвіниця. Фундаментом церкви були кам'яні брили та грубі дубові підвалини, а в музеї її поставили на підмурок.
Усі міжруків'я заповнено прибудовами, які мають однакову висоту з ґанками, що нависають над південним, північним та західними входами. Їхні двосхилі покрівлі чітко завершуються гребенями над верхнім ярусом вікон. Зовнішній вигляд церкви витримано в традиційних формах XVIII століття. Об'єми зрубів стін рукавів зовні помірно струнких пропорцій. Західне рамено має два ряди вікон, що виходять на південь і на північ: чотири згори і два знизу. У міжрукавних прибудовах — по два вікна на кожній грані.
На рівні гребенів дахів четверик переходить у стриманий ярус восьмигранника. В усіх його гранях прорізано по великому вікну. Опукло хвилястим у профілі дахом над першим залом восьмерик другого залому, який на вигляд є легшим і стрункішим, хоча він є таким самим, як і нижній. Він також освітлений вікнами, які розміщені на кожній грані. Опуклий та витягнутий дах над другим заломом додає стрункості архітектурі нави. Енергійно хвилясті заломи гармонійно співвідносяться з прямолінійними формами восьмериків і ліхтаря. Мініатюрна та видовжена маківка з хрестом завершує композицію.
Усьому храму додає стрункості верх дзвіниці, що постає з середини трикутних фронтонів західного рамена. Високий чотирикутник дзвіниці завершується карнизом на рівні першого залому головної нави, потім різкий, звужений до верху залом переростає у широкий глухий ліхтар. Композиція завершується главкою та хрестом такого ж розміру, що й на головному куполі. Вікна на четверику дзвіниці ідентичні вікнам першого восьмерика нави, але є спареними. Розміщені на кожній грані четверика, вони правлять одночасно й за чутки. Взагалі ж віконних отворів у церкві чимало, всі вони розташовані у два яруси, однакові за формою, лише над ґанками спарені, а за формою лучкові.

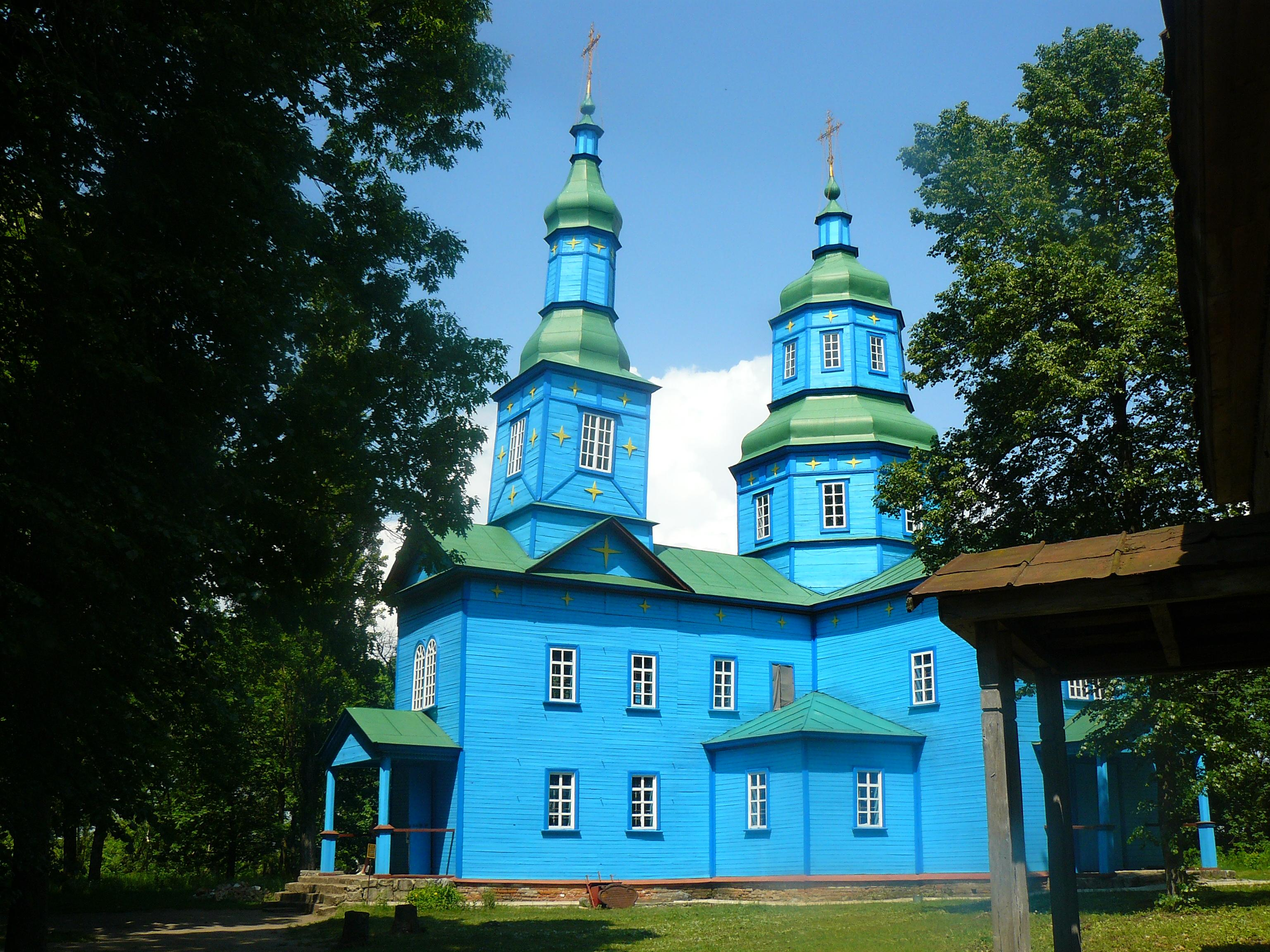

Виразності й неповторності церкві додає оригінальне й автентичне оздоблення. За спогадами колишніх жителів села Андруші, обшиті шалівкою стіни тривалий час зовні фарбували у світлі тони, а куполи виділяли зеленим кольором. Уже після німецько-радянської війни стіни пофарбували у синій колір, ребра усіх граней, карнизи вікна виділили білим кольором. Окрім цього, площину на фронтонах та на фризах попід карнизами оздобили чотирикутними накладними зірками жовтого кольору. Бані та главки, що були вкриті бляхою і пофарбовані у зелений колір, після перенесення на територію музею перекрили оцинкованим залізом, залишивши його у природному сталевому кольорі.
Пружне поривання ввись простежується в інтер'єрі храму. Восьмерик першого залому підноситься тільки над четвериком центральної дільниці, але завдяки додатковому простору між прибудовами північного та південного рамен, де влаштовані кліроси, йому підкорені всі рамена. У західних кутах головної нави влаштовані кіоти. Об'єм навової бані енергійно розгортається вверх і переходить у восьмерик, довжина якого стає на вигляд ще більшою, бо непомітно переходить у другий залом, насправді високий. Вівтар сполучається з центральною навою високим просвітом. Усе це створює відчуття єдності і гармонійної стрункості, а світлові потоки, потрапляючи з великих вікон, надають піднесеності. Первинну цілісність внутрішнього вигляду бабинця не порушують навіть хори, влаштовані разом з добудовою дзвіниці. Притвор має просторий вигляд.

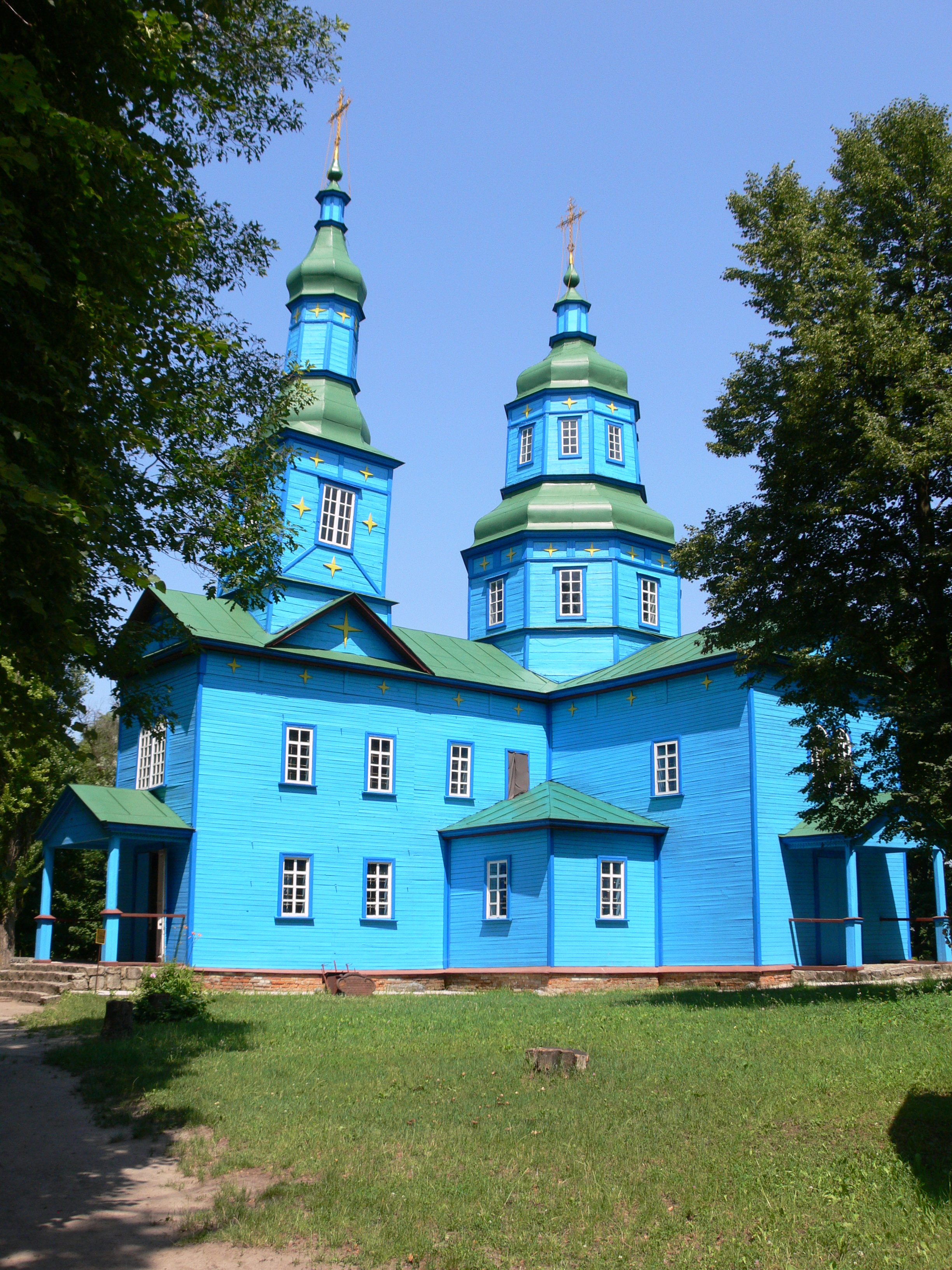
Загальний вид
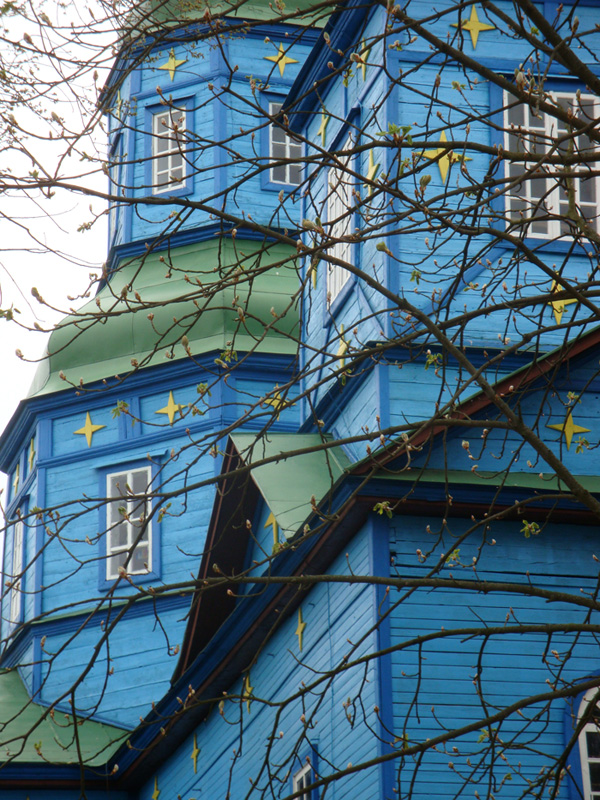
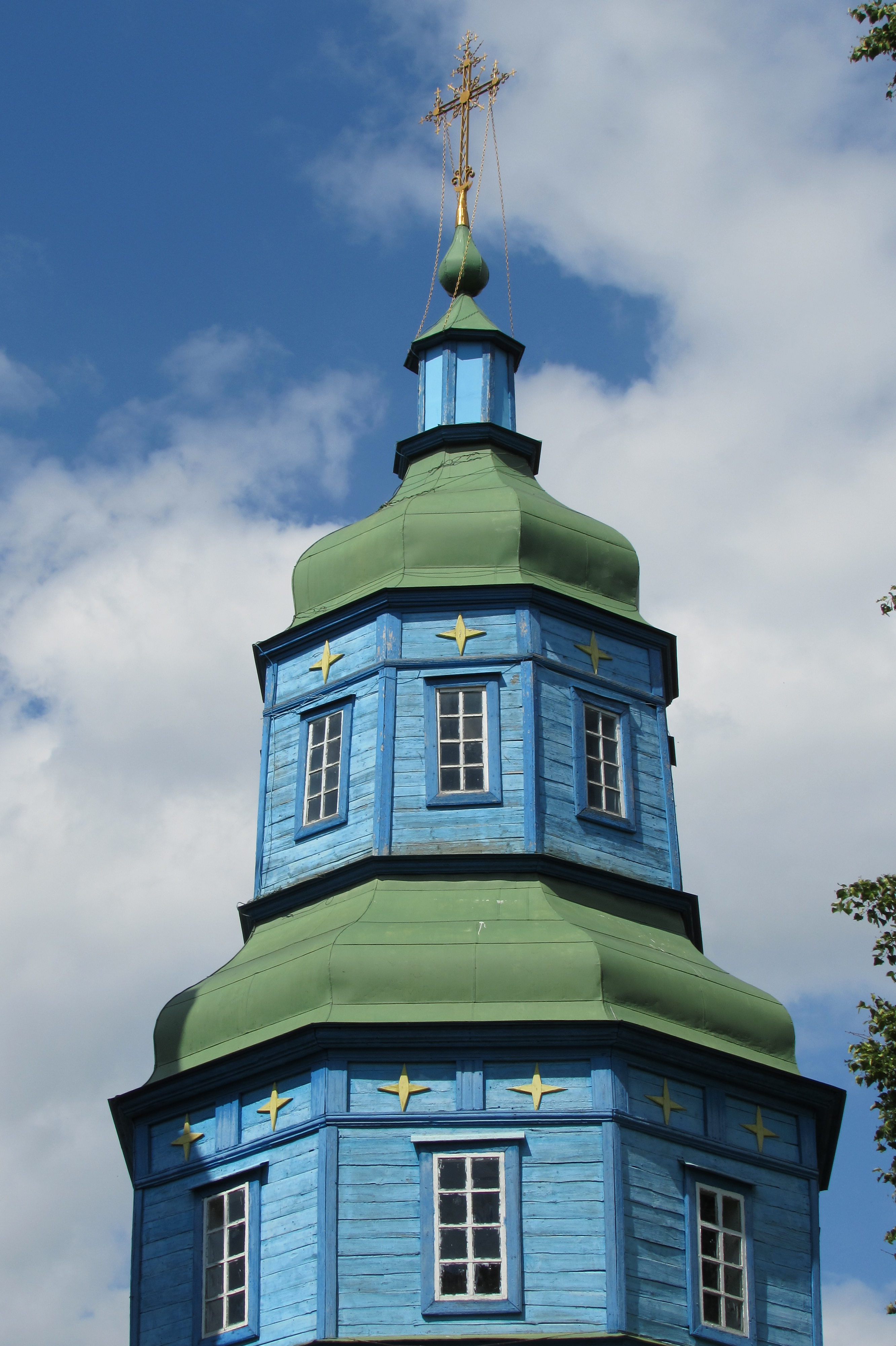
Купол
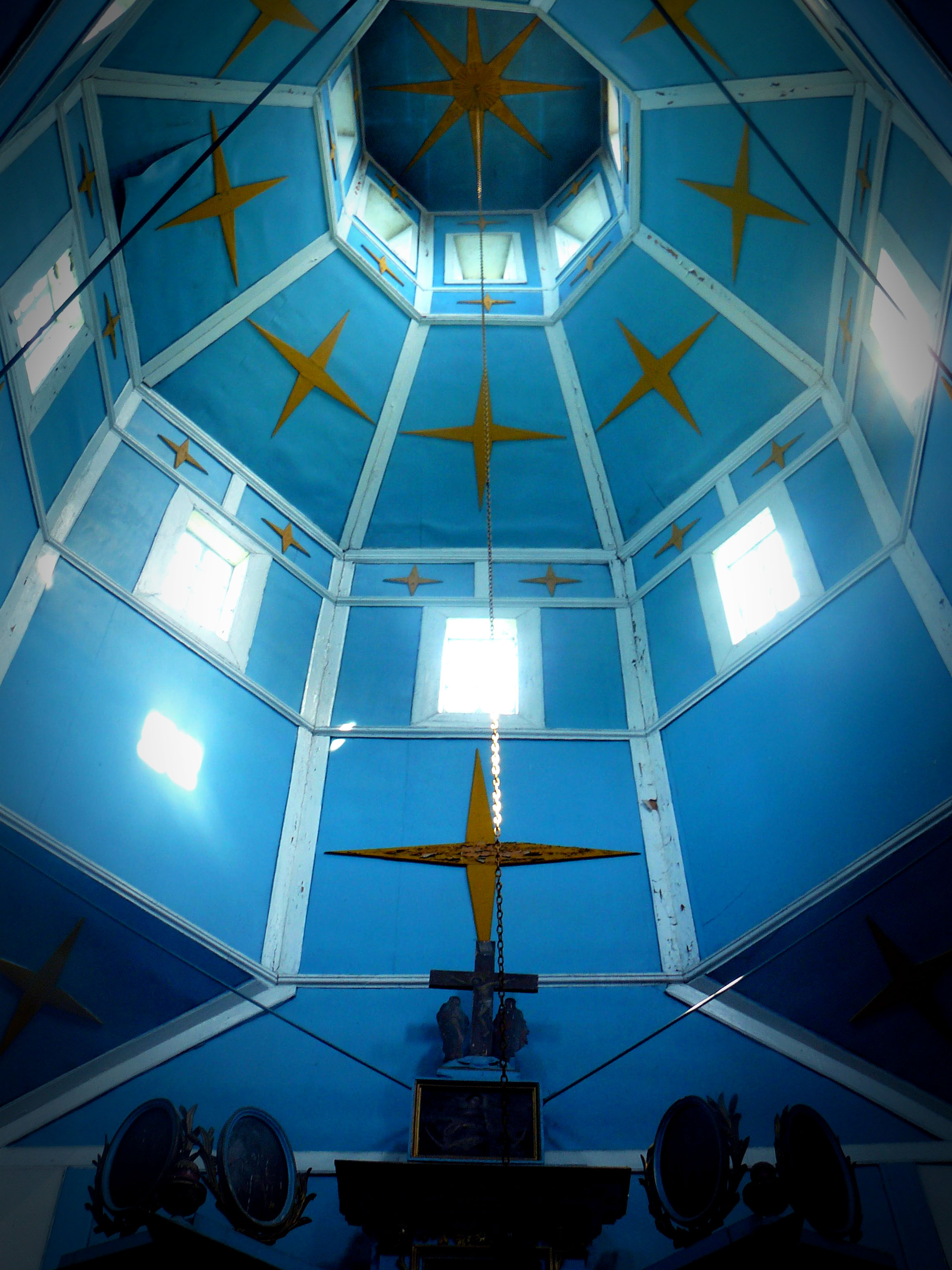
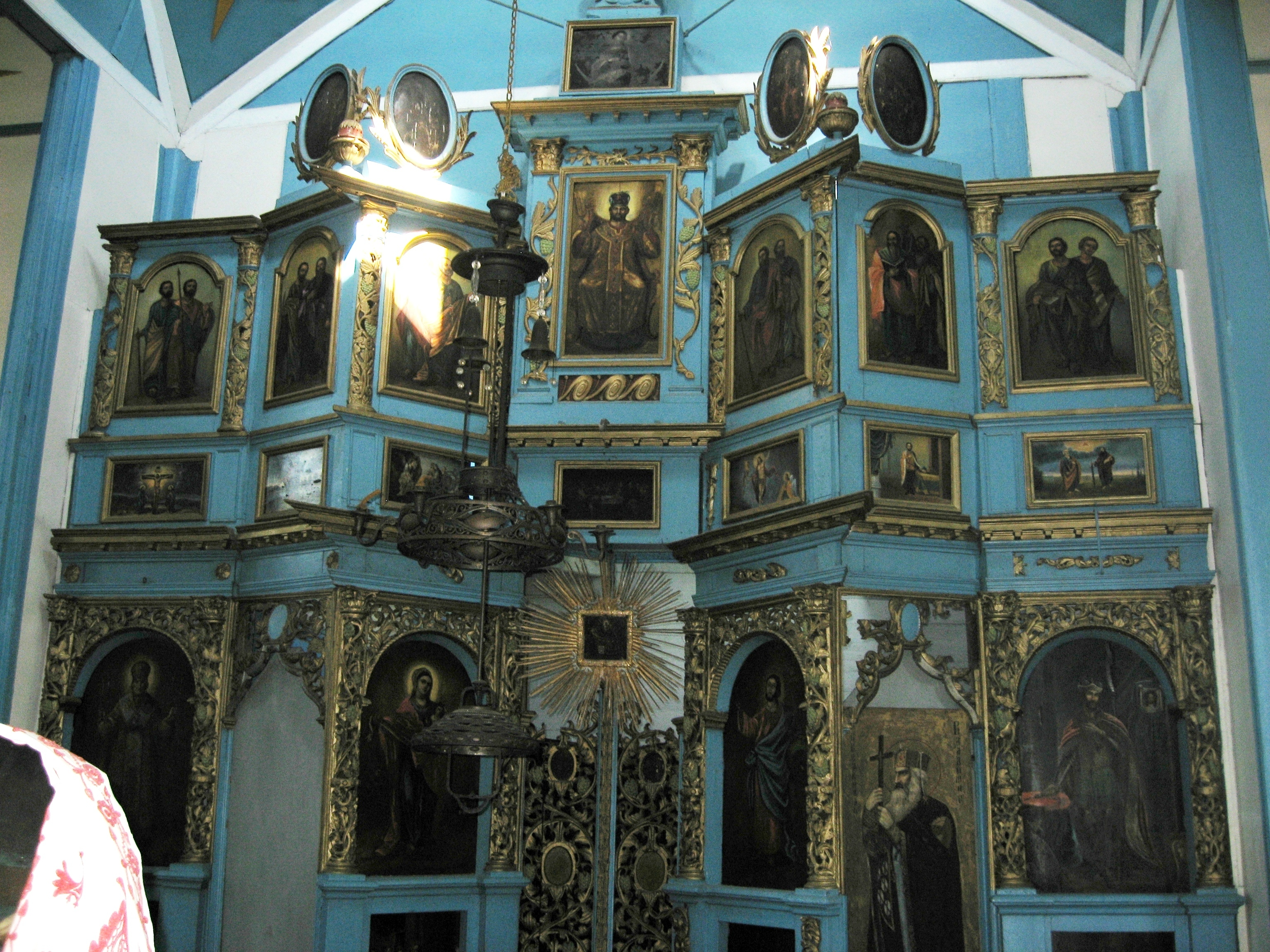
Іконостас
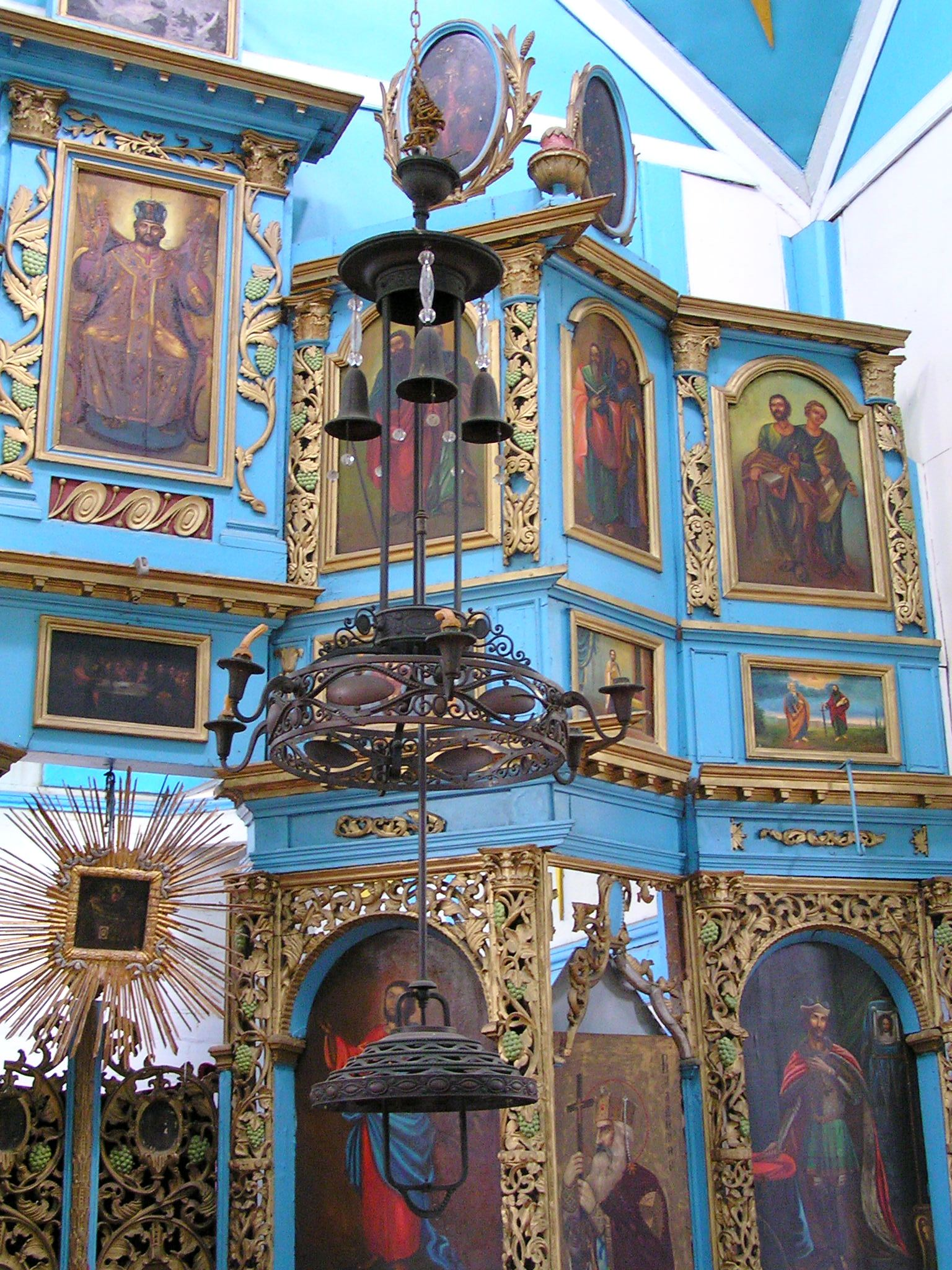

## Цікаві факти
Первісно стіни зсередини були пофарбовані білилами й прикрашені стінописами із зображенням ангелів та святих, але під час перенесення церкви до музею орнаменти були серйозно пошкоджені. Їх не відновили, натомість пофарбували стіни олійною фарбою блакитного кольору.
Тарас Шевченко перебував у Андрушах у серпні — листопаді 1845 року. Жив у будинку архієрейської садиби. У повісті «Близнецы» згадується церква із цієї садиби. Згадка про Андруші є також в інших поетичних творах та листах.